# Costifer
Costifer is een geslacht van sponsdieren uit de klasse van de Demospongiae (gewone sponzen). 

## Soorten
- Costifer vasiformis Wilson, 1925
- Costifer wilsoni Lévi, 1993